# Lophotriccus eulophotes
A Lophotriccus eulophotes a madarak osztályának a verébalakúak (Passeriformes) rendjébe, a királygébicsfélék (Tyrannidae) családjába tartozó faj.

## Rendszerezése
A fajt Walter Edmond Clyde Todd amerikai ornitológus írta le 1925-ben. Besorolása vitatott, egyes szervezetek az Oncostoma nembe sorolják Oncostoma eulophotes néven.

## Előfordulása
Bolívia, Brazília és Peru területén honos. A természetes élőhelye szubtrópusi és trópusi síkvidéki esőerdők és mocsári erdők és cserjések.

## Megjelenése
Testhossza 10 centiméter, testtömege 6,5-8 gramm.

## Életmódja
Rovarokkal táplálkozik.